# Craidorolț, Satu Mare
Craidorolț (în maghiară Királydaróc) este satul de reședință al comunei cu același nume din județul Satu Mare, Transilvania, România.

## Personalități
- Paul Nagy (1928 - 2002), demnitar comunist, deputat în Marea Adunare Națională

Craidorolţ în Harta Iosefină a Transilvaniei

▪ Iuliu Coroianu (n. 1847, Craidorolț, Satu Mare - d. 29 martie 1927, Cluj) a fost un jurist român din Transilvania, frate al Clarei Maniu.Iuliu Coroianu a efectuat studii de științe politice și drept la Oradea, pe urmă la Universitatea de la Budapesta, unde și-a luat licența în avocatură.Și-a început cariera ca jurist la Șimleu Silvaniei. În anul 1872 a ajuns subprefect în cercul Crasna din comitatul Crasna. Din 1874 a activat ca avocat la Cluj. În această calitate a fost apărător în procesele penale deschise unor jurnaliști români. În urma străduințelor sale s-a înființat la Cluj în anul 1886 instituția de credit și economii Economul. Din 1881 a activat ca membru în adunările (conferințe) alegătorilor români, ulterior a fost ales în Comitetul central al Conferinței alegătorilor români din 1888. A redactat și prezentat la conferință un memorial cu obiectivele Partidului Național Român din Transilvania și Ungaria. Iuliu Coroianu a fost deputat în Marea Adunare Națională de la Alba Iulia 1918.